# Velberter Platt
Velberter Platt (auch Velberter Dialekt; Eigenbezeichnung Velberdersch „Velberterisch“) ist die Bezeichnung jenes Dialektes, der in und um Velbert im niederbergischen Land gesprochen wird. Eng verwandt mit diesem Dialekt sind Heljenser Platt „Heiligenhauser Platt“ und die Dialekte in und um Wülfrath (Wülfrather und Aprather Platt).
Velberter Platt gehört zur südlichen Gruppe des Niederfränkischen. Der autochthone Dialekt des zur Stadt Velbert gehörenden Stadtteils Langenberg gehört abweichend von den übrigen Stadtdialekten überwiegend zum Westfälischen. Das Institut für Landeskunde und Regionalgeschichte (LVR) führt Velbert-Langenberg als Teil eines als Ostbergisch definierten Dialektraum auf, der südlich des Nordniederfränkischen, östlich des Südniederfränkischen westlich des Südwestfälischen
angesiedelt ist.
Seiner Pflege und seinem Erhalt hat sich der Sprachverein Offers-Kompeneï Velbert zur Aufgabe gemacht. Dieser zählt die Velberter Mundart zum Südniederfränkischen.

## Übergreifende Grobeinteilung
- Südniederfränkisch
  - Niederbergisch

## Sprecherzahlen und Verhältnis zu sprachverwandten Sprachen

### Sprecherzahlen
Bis nach dem II. Weltkrieg (1939–1945) war Velberter Platt Hauptumgangssprache der Stadt. Nach 1945 setzte der dialektale Niedergang der Ortssprache ein, die auch in Tönisheide bei Neviges, Neviges und im benachbarten Langenberg zu beobachten waren. Seit 1970 an wich der Dialekt einem Regiolekt, der eine niederdeutsch beeinflusste Spielart des Standarddeutschen darstellt und als Niederrheinisch bezeichnet wird. Heute wird der Dialekt nur noch von wenigen Hundert, zumeist älteren Menschen gesprochen.
Der Dialekt wird heute nur noch in Resten im Kreis Mettmann gesprochen sowie geschrieben und es steht dort in einem engen Dialektkontinuum mit den dort gesprochenen Ortsmundarten.

### Verhältnis zu sprachverwandten Sprachen
Der Germanist Frings (1886–1968) teilte das Velberter Platt den niederfränkisch-ribuarischen Übergangsdialekten zu.
Der erste Versuch, Velberter Platt ausführlich zu beschreiben, ist eng mit dem Namen Dr. Bredtmann  verbunden. Bredtmann, aus der Nähe Velberts stammend, unternahm 1938 den Versuch, in seinem Buch Die Velberter Mundart ausführlich zu beschreiben.
Wie bereits eingangs erwähnt, sind diesem Dialekt das Nevigeser und das Heiligenhauser Platt, aber auch das Wülfrather und Langenberger Platt eng verwandt, obgleich Letzteres nach Ansicht des LVR zum Ostbergischen und nach Ansicht Georg Wenkers (1877) zum Westfälischen gehört.
Vor allem besteht, wie bereits in der Einleitung erwähnt, eine enge Dialektverwandtschaft zwischen den Orten Heiligenhaus, Kettwig vor der Brücke, Mettmann und Wülfrath, die zusammen mit Velbert das sogenannte Hongt-Gebiet bilden, benannt nach der Aussprache des Wortes Hund.

## Sprachgebiete und Fläche
Velberter Platt wird in all seinen Spielarten heute im Großraum Velbert gesprochen und weist eine theoretische Flächenausdehnung von knapp 75 km² auf.

## Fremdsprachige Einflüsse
Im Mittelalter gehörte Velberter Platt zum mittelniederländischen Sprachraum und wies aufgrund seiner Mittellage zwischen Ripuarisch, Westfälisch und Kleverländisch an seinen Grenzen zahlreiche Übergangscharaktere auf. Überwiegend war es jedoch als Bergisch zu klassifizieren, gehörte es zum nördlichen Teil des Bergischen Landes.
Im 16. Jahrhundert wurde es den Handelsrouten des Erzbistums Kölns angebunden und die Velberter Stadtschreiber begannen, die Kölnische Kanzleisprache einzuführen, die dem kaiserlichen Reichsdeutsch folgte. Dadurch gelangten mittelfränkisch-ripuarische als auch im engsten Sinne hochdeutsche Spracheinflüsse ins Velberter Platt. Zum anderen blieben auch niederländische und westfälische Spracheinflüsse in der Ortssprache, unter anderem da bis ins ausgehende 19. Jahrhundert niederländische und westfälische Händler in Velbert regelmäßig Station machten.
Als im frühen 19. Jahrhundert die gesamte Niederrheinregion an das napoleonische Frankreich fiel, führte das einheimische Bürgertum Französisch als Standessprache ein. Auch die Velberter Stadtverwaltung war gezwungen, ihre Erlasse nun mehr in diesen beiden Sprachen zu veröffentlichen. Nach und nach drangen so französische und hochdeutsche Lehnwörter ins Velberter Platt ein.

## Einfluss auf umliegende Dialekte
Aufgrund ihrer geografischen Lage bedingt, standen vor allem das Nevigeser, Tönisheider und Heiligenhauser Platt unter großem Einfluss der Velberter Stadtmundart.

## Alphabet, Aussprache, Grammatik und Orthografie

### Alphabet
Velberter Platt verwendet seit je her das lateinische Alphabet. Zur Bezeichnung des Lautes [ɛɪ] greifen die Autoren verschiedener Mundartwerke zur Buchstabenkombination <e-i> und <ï>. Die Verwendung des Sonderzeichens <ë> folgt niederländisch-flämischen Traditionen; doch zumeist wird der Laut schlicht mit <e> wiedergegeben.

### Aussprache
Der Dialekt zeichnet sich durch eine harte Aussprache aus, die darin begründet sein dürfte, dass es ein Grenz- und Interferenzgebiet zum westfälischen Raum darstellte. So fehlt im Velberter Platt der dem Rheinischen so typische „Singsang“, den die Germanistik rheinische Schärfung nennt. Alles in allem jedoch stimmt Velberter Platt mit dem Südniederfränkischen und dessen Sprachcharakter überein, der seine Basis darstellt.

### Grammatik
Bis ins 16. Jahrhundert folgte die Grammatik des Velberter Dialektes überlieferten Traditionen, die sich auch im Mittelniederländischen feststellen ließen. Mit der offiziellen Übernahme der Kölnischen Kanzleisprache, die eine regionale Form des Gemeinen Deutsch darstellte, richtete sich in den nächsten drei Jahrhunderten die Grammatik des Dialektes nach der hochdeutschen Schreibsprache aus.
Ab 1900 stimmte sie bis auf wenige Ausnahmen abgesehen mit dem Hochdeutschen der Verwaltungssprache überein, sodass Velberter Platt eindeutig als deutscher und nicht mehr als niederländischer Dialekt galt. Ab den 1960er-Jahren trat langsam in Velbert das Dialektsterben ein.

### Orthografie
Die Orthografie des Velberter Platt folgt der Lautsprache. Das heißt, dass keine streng reglementierte Form einer Dialektschreibung besteht, sondern das die Orthografie dem Sprachbewusstsein des Schreibers folgt.

## Sprachgeschichte

### 9.–16. Jahrhundert
Ursprünglich gehörte das Gebiet der späteren Stadt Velbert zum sächsischen Siedlungsgebiet und gehörte zum westfälisch-salfränkischen Grenzgebiet.
Ab dem 9. Jahrhundert an drangen unter Karl dem Großen  die ersten Franken aus dem Maas-Schelde-Gebiet bis auf Höhe der Ruhr vor, wo sie als Wehrbauern angesiedelt wurden. Das hatte zur Folge, dass Kettwig vor der Brücke und Werden (heute Stadt Essen) dialektal zum Bergischen gehören, dem westfälischen Dialekt benachbart. So bildet denn auch die Westfälische oder -en/-et-Linie die Ostgrenze des Velberter Platt.
Im hohen Mittelalter gehörte die Region des Niederrheins zum Geltungsbereich des Mittelniederländischen, das in den Grenzregionen allerdings in einem Schreibsprachenkontinuum mit dem benachbarten Mittelniederdeutschen stand.
So wiesen die Urkundensprachen Velberts durchweg niederländische Züge auf, was Orthografie und Grammatik betraf. Auch mit der Einführung der Kölnischen Kanzleisprache, die zwar sprachlich gesehen westmitteldeutsch, orthografisch aber eher einem niederländischen Duktus folgte, hatte anfänglich keine großen Folgen auf die gesprochene Volkssprache. Vielmehr wurde so verfahren, dass Urteile des Landesgerichtes in der Kölner Kanzleisprache, Urteile der, dem Landesgericht untergeordneten, Regionalgerichten in der traditionellen Schreibsprache abgefasst waren.
Aufgrund seiner isolierten Lage hat sich im Velberter Platt vieles bewahrt, was in den angrenzenden Dialekten verschwunden ist.
Dieses änderte sich jedoch zur Zeit der Kölner Expansion, als das Fürstbistum Köln begann, Velbert in seine Handelsroute nach Westfalen einzubinden.
Durch die Einführung der neuhochdeutschen Kölnischen Kanzleisprache (ab 1455) veränderte sich Velberter Platt allmählich, als es im Zuge der Verkehrsgemeinschaft mit dem oberbergischen Raum, in dem westmitteldeutsches Ripuarisch gesprochen wurde, viele Spracheigenschaften des Südbergischen übernahm. Dieses betraf vor allem das Personalpronomen ich und die Reflexivpronomina mich, dich und sich, aber auch das Partikel auch, die anstelle der niederdeutschen Formen traten.
So verwenden Velbert und die angrenzenden Stadtteile Tönisheide und Neviges die Formen ech, mech, dech, sech und ouch, indes das seit dem 16. Jahrhundert vom südniederfränkischen Dialektgebiet abgetrennte Langenberg (einschließlich Oberbonsfeld) die zum Südwestfälischen gehörenden Formen eck, meck, deck, seck und ook bzw. ouk (anderweitig westf. auk) verwenden.

### 19. Jahrhundert–heute
1804 fiel der gesamte Niederrhein, und damit auch Velbert, unter die Franzosenherrschaft. Die französische Besatzungsmacht begann, neben Französisch, das Neuhochdeutsche als alleinige Amtssprache durchzusetzen, was mit der Abschaffung der Kölner Kanzleisprache einherging.
Die französische Besetzung brachte es mit sich, dass nun einige Wörter und Redewendungen aus dem Französischen in den Dialekt übernommen wurden. So wurden auch die Begriffe Afkaat (Advokat), akediren (akkordieren, verhandeln) oder akraat (akkurat, ordnungsliebend) Bestandteil des Velberter Platts.
1815 fiel der Niederrhein an Preußen. 1822 entstand aus den rheinischen Provinzen Niederrhein und Jülich-Kleve-Berg die Rheinprovinz.
War Preußen bis dahin am Niederrhein äußerst sprachtolerant gewesen, änderte sich dieses nun: Bereits 1827 wurde im damaligen Regierungsbezirk Münster der Gebrauch des Niederländischen verboten und nach und nach auch auf den linken Niederrhein ausgedehnt, wo es Mehrheitssprache war. Bis 1860 hatte sich im Rheinland so weit das Deutsche ausgebreitet, dass es dort inzwischen als Mehrheitssprache galt.
Für Velbert änderte sich so weit schriftsprachlich nichts, da es schon lange eine Variante der Hardenberger Kanzleisprache verwendete, die als hochdeutsche Sprachform galt. Allerdings galt der Dialekt als solcher nun allgemein als „schlechtes Deutsch“ und die Kinder wurden mit Einführung der Schulpflicht gezwungen, die hochdeutsche Schriftsprache auch im Alltag zu gebrauchen. Das hatte ab 1880 zur Folge, dass Velberter Platt, bis dahin grammatikalisch den niederfränkischen Sprachgewohnheiten folgend, sich nun immer mehr an der offiziellen Dachsprache orientierte und vom Volldialekt zur Halbmundart geriet.
Bereits um 1900 folgte Velberter Platt grammatikalisch gänzlich dem Standarddeutschen und wich somit vom übrigen niederländisch/niederfränkischen Sprachgebiet ab.
Bereits um die Jahrhundertwende wurde es noch von wenigen Tausend Menschen weitgehend verstanden, wobei die aktiven Muttersprachler bereits in der Minderheit waren. Seit den 1970er-Jahren gilt es als fast ausgestorben, da es immer mehr vom aufkommenden Niederrheinischen Regiolekt verdrängt wurde.

## Sprachcharakter
„Die Vokale, die kurzen wie die langen, werden mit energischer, eingipfliger Betonung ausgesprochen. Der stark singende Charakter mancher rheinischer Mundarten, vor allem des Kölnischen, liegt im Velberter Platt nicht vor. Über diese sogenannte zweigipflige oder zirkusflektierte Betonung der Vokale, die auch den südlichen bergischen Mundarten eigen ist, sind von Mauermann, Hafenclever, Leinener, Lobbes u. a. eingehende Untersuchungen angestellt worden, wobei Leinener das Wesen der zirkusflektierenden Betonung dahin angibt, daß der zirkusflektierte Vokal musikalisch einen Haupt- und Nebenton, expiratorisch einen Haupt- und Nebeniktus auf sich vereinigt. Er stellt dabei für das bergische Gebiet eine Abstufung fest in der Reihenfolge Wermelskirchen, Remscheid, Elberfeld und Barmen, welch letzteres schon eingipflige Betonung aufweise. Das stimmt auch mit der Feststellung Lobbes überein, daß die unmittelbar westlich der Ürdinger Linie, also nahe der westfälischen Grenze, gelegenen Gebiete, wozu Velbert gehört, keine zirkumflektierte Betonung haben.“

Velberter Platt weist aufgrund seiner Grenzlage zwischen den Dialekträumen unter anderem  westmitteldeutsche (ripuarische) wie auch niederdeutsche (westfälische) Spracheigenschaften auf, die es weder der einen noch der anderen Sprachgruppe zuordnen lassen.
Das Velberter Sprachgebiet wird zudem noch von drei Sprachlinien geprägt, von denen zwei es definitiv einer Sprachgruppe eingruppieren können: Die Benrather Linie stellt die wesentliche Sprachlinie zwischen Nieder- und Mittelfränkisch dar und definiert sich über das Wort machen, das hdt. <machen> geschrieben wird. Nördlich von ihr herrscht die Form /make(n)/, südlich die Form /mache(n)/ vor.
Die erst im 15./16. Jahrhundert ausgebildete Uerdinger Linie weist Velberter Platt aufgrund des Vorkommens /-ch/ im Auslaut der Personalpronomina ech, mech, dech usw. dem mittelfränkischen Bereich zu, da nördlich und östlich der Stadt die Form ek vorherrscht. Und wie nachfolgenden, von Bredtmann in seinem Buch Die Velberter Mundart (Kapitel B. „Die drei Sprachlinien“, S. 23) entnommenen, Sprachbeispiele zeigen ferner auf, dass Velberter Platt einen Einheitsplural hat, was durch seine Lage westlich der Westfälischen Linie bedingt ist:
| Hochdeutsch | Bergisch (Velbert) | Westfälisch |
| ----------- | ------------------ | ----------- |
| wir kochen  | wir koken          | wi kuoket   |
| ihr kocht   | jöt koken          | jit kuoket  |
| sie kochen  | si koken           | se kuoket   |

### Wichtigste Kennzeichen

#### Erscheinungen der 2. Lautverschiebung
Obgleich sich Velberter Platt zum niederfränkischen Sprachgebiet rechnet, was durch Reliktwörter wie /maken/ machen, /dat/ das/dass, /döt/ dies/dieses, /jöt/ ihr und /önk/ euch sowie /he/ er begründet wird, stellen Germanisten fest, dass es überwiegend Sprachmerkmale des Ripuarischen, und damit des Westmitteldeutschen, aufweist. Die nachfolgenden Sprachbeispiele sind wiederum Bredtmanns Buch Die Velberter Mundart (Kapitel C. „Die wichtigsten sprachlichen Eigentümlichkeiten der Velberter Mundart“, S. 25/27) entnommen:
- k → ch

/k/ ist im Velberter Platt in den meisten Fällen unverschoben geblieben und so lauten den auch Begriffe wie machen, brechen, Sachen, Knochen oder Milch wie im niederfränkischen Gebiet maken, breken, Saken, Knoken und Melk. /k/ wird allerdings zu /ch/ im Akkusativ und Dativ und in den Personalpronomina ich, mich, dich und sich. Ferner in der Endsilbe -lich, die auf hochdeutschen Einfluss zurückzuführen ist und anstelle der niederfränkischen Endung -lik tritt. Aber auch in den Wörtern ouch, Geroch, Teïchenstont und Köch (neben älterem Köke), die für die Begriffe auch, Zeichenstunde und Küche stehen, ist hochdeutscher Einfluss erkennbar.
- t → z oder s

Im An- und Inlaut ist /t/ fast durchweg im Velberter Platt erhalten: Tieët, treken, Tangt, eten, twasch oder setten für die hochdeutschen Wörter Zeit, ziehen, Zahn, essen, zwischen und sitzen. Darüber ist es auch im Auslaut erhalten geblieben, was sich in Wendungen wie he süpt, he krüpt, he makt usw. widerspiegelt und die er säuft, er kriecht und er macht bedeuten. Ferner ist es auch beim Imperativ 2. Person Plural erhalten und aus diesem Grund lauten die Wörter gebt, lebt, geht und steht weiterhin gewent, lewent, gont und stont.
/t/ wird jedoch zu /s/ oder /z/ in den Zahlwörtern von 40 bis 90 und so enden diese auf -zich anstelle des zu erwartenden -tig. Auch wird /t/ im Anlaut zur /z/ und spiegelt sich in den Wörtern wie Zemmer, zemmern (neben älterem temmern), Zoch und zeïgen (Zimmer, zimmern, Zug, zeigen).
- p →f

/p/ ist im Anlaut erhalten geblieben und wechselt aufgrund hochdeutschen Einflusses im In- und Auslaut zu /f/. So lauteten die Wörter zustopfen, Begriff und Wirtschaft im Dialekt pröfen, Begref und Wiatschaft.
- s →z

/z/ kommt nur im Anlaut vor und wurde vom Ripuarischen übernommen. So kommt es in den Zahlwörtern zes, ziewen, zessich, ziewenzich (sechs, sieben, sechzig, siebzig) und Alltagswörtern wie Zop, Zopenmez, Zenterkloos und Zükeleï bzw. zükeln (Suppe, Küchenmesser, St. Nikolaus, siechen/kränkeln ndl.: [ziek zĳn]) vor und wird dann nur noch ausschließlich in Fremdwörtern wie Zaus, Zijet und Zafron (Sauce, Sayett, Saffran)

#### Nasalisierung, Gutturalisierung
Darüber hinaus erfolgt auch im Velberter Platt die Nasalisierung bzw. Gutturalisierung von -nd und -nt zu -ng und -ngt. Dies ist ein Kennzeichen bergischer Dialekte, die jedoch auch teilweise von den südwestfälischen Dialekten der angrenzenden Regionen geteilt wird.
Aber im Velberter Platt findet eine Abstoßung (Apokope) der /e/-Auslaute statt (vor allem nach den Konsonanten /t/, /p/ und /k/), die im Schriftdeutschen generell und in anderen bergischen Dialekten vielfach erhalten bleiben.

#### Diminutivbildung
Es ist darüber hinaus auffallend, dass Velberter Platt mehrere Arten der Diminutivbildung, d. h., Verkleinerungsformen besitzt. So existieren dort die Formen -ken, -sken, -skens, -schen, und -sches.
- -ken

Die Endung -ken kommt vor in Wörtern wie Blömken (Blümchen), Äppelken (Äpfelchen), Hipken (Ziegchen) oder Fensterken (Fensterchen).
- -sken

Die Endung -sken folgt in der Regel einem voraufgehenden /k/ und spiegelt sich in den Wörtern Döksken (Tüchlein), Böksken (Büchlein), Püksken (Ferkelchen) wider.
- -skens

Die Endung -skens stellt die Pluralform der beiden oben genannten Endungen dar. Dementsprechend lautet der Plural der dort aufgeführten Wörter Blömkes, Äppelkes, Hipkes, Fensterkes, Dökskes, Bökskes und Püskes.
- -schen

Die Endung -schen folgt normalerweise auch voraufgehendem /l/, /n/ und /t/. Vüegelschen (Vögelchen), Fäulschen (Fältchen), Känschen (Kännchen) oder Strötschen (Sträßchen)
- -sches

Die Endung -sches stellt die Pluralform der eins oben genannten Endung dar, sodass dementsprechend die dort aufgeführten Beispiele wie folgt lauten: Vüegelsches, Fälsches, Känsches und Strötsches.

### Neuere Erkenntnisse
Indes Germanisten und Sprachforscher die sprachlichen Besonderheiten des Velberter Platt noch als Folge der Zweiten Lautverschiebung ansahen, aufgrund dessen es wegen seiner geografischen Lage nördlich der Benrather Linie zum niederdeutschen  gestellt wurde, merkte  Lobbes bereits frühzeitig an, dass das Bergische (und damit Velberter Platt) aufgrund seines Übergangscharakters mehr zum ripuarisch-mitteldeutschen Sprachraum gehöre.
Germanisten der jüngeren Geschichte, wie beispielsweise Goossens, negieren inzwischen die These, dass das Vorkommen von /ch/ im Auslaut eine unmittelbare Folge der Lautverschiebung sei. Vielmehr vertritt Goossens die Theorie, dass sich der kölnische Einfluss nördlich der Benrather Linie, sprich im nordöstlichen Rheinland und den südöstlichen Niederlanden, nur sehr unterschiedlich durchgesetzt habe. Er weist zudem in seinem Sprachatlas des nordöstlichen Rheinlands und des südöstlichen Niederlands – „Fränkischer Sprachatlas“ nach, dass bereits in den mittelalterlichen Urkundensprachen in Moers und Krefeld die Kombination <ich> und <maken> vorkam, obgleich diese bis heute mit dem ik-Gebiet verbunden sind. Dabei bezieht sich Goossens auf das gesamte südniederfränkische Sprachgebiet, zu dem auch Velberter Platt gehört. Ihm zufolge war die Übernahme des /ch/ im Auslaut das Ergebnis einer engen Verkehrsgemeinschaft mit Orten des ripuarischen Sprachgebietes, da das gesamte Niederfränkische keinerlei k-Pronomina besessen habe und die verschobenen Formen vom benachbarten Mittelfränkischen übernommen wurden.